# Caledonicrinus
Caledonicrinus is een geslacht van haarsterren uit de familie Bathycrinidae.

## Soort
- Caledonicrinus vaubani Avocat & Roux, 1990